# Cyperus harrisii
Cyperus harrisii är en halvgräsart som beskrevs av Georg Kükenthal. Cyperus harrisii ingår i släktet papyrusar, och familjen halvgräs.
Artens utbredningsområde är Jamaica. Inga underarter finns listade i Catalogue of Life.